# Batalha de Puerto Alonso
A Batalha de Puerto Alonso foi um confronto ocorrido durante a Guerra do Acre, liderados por revolucionários e apoiadores da causa acreana, buscavam tomar o controle do território até então dominado pela Bolívia.